# Blanca Uriarte
Blanca Uriarte Fernández de Pinedo (Vitoria, 1961), más conocida como Blanca Uriarte, es una poetisa española.

## Trayectoria
Sé formó en el taller literario del editor Roberto Lastre.
Su trayectoria poética se caracteriza por la defensa de los derechos de la mujer y de los derechos humanos universales. Entre los autores de influencia en su obra poética destacan Gloria Fuertes y Miguel Hernández.
En 2009 publicó dos poemas en la revista literaria alavesa La Botica y en 2010 su primera obra individual, De humo y nada formada por dos poemarios Mi malecón y De humo y nada, que terminó por dar título al libro que llegó a ser finalista en el certamen Niram Art de poesía.
Con su siguiente obra publicada Deja que el silencio hable  (2011) resultó finalista del premio de la Asociación de Editores de Poesía. 
En 2012 publicó En el saco roto de los días (Arte Activo) y al año siguiente el libro Sine homo (Rilke) y Dados de luna ganador del premio que la Asociación de Editores de Poesía de Madrid concede al mejor poemario de habla castellana editado en 2013.
De 2013 a 2017 fue Presidenta Junta Administrativa de Salinillas de Buradón, en la Rioja Alavesa y pertenece a la Asociación de Escritores de Álava.

### Obras individuales
- De humo y nada. Madrid: Editorial Poesía eres tú, 2010.[6]
- Deja que el silencio hable. Madrid: Editorial Poesía eres tú, 2011.[7]
- En el saco roto de los días. Vitoria: Editorial Arte Activo de Vitoria, 2012.
- Sine homo. Madrid: Editorial Ediciones Rilke, 2013.[8]
- Dados de luna. Madrid: Editorial Ediciones Rilke, 2014.[9]
- Sin mando a distancia. Madrid: Editorial Ediciones Rilke, 2015. (Premio Asociación de editories de poesía, 2013)[10]

### Obras colectivas
- El amor, los espejos, el tiempo, el camino. Vitoria: Editorial Arte Activo de Vitoria, 2012.
- Un refugio. 30 escritores. Vitoria: Fundación de Estudios Jurídicos y Sociales, 2014.

## Premios
- Premio Asociación de Editores de Poesía, 2013 por Dados de luna. Mejor libro de habla hispana dal año 2013.[2]